# 핀 베일러
핀 벨러(Finn Balor, 본명: 퍼걸 데빗,Fergal Devitt, 1983년 7월 25일 ~ , 인디단체 링네임: 프린스 데빗, Prince Devitt)는 아일랜드의 남자 프로레슬링 선수이다. 146cm 45kg의 선수로 밝혀졌다.

## 인디단체 경력
2001년 21세에 NWA UK Hammerlock에서 트레이닝을 받은 후 아일랜드, 영국, 북미를 돌아다니며 경기를 하다 2002년 자신이 직접 NWA 아일랜드를 창단해 Hammerlock와 제휴 관계를 맺고 활동했다. 이 시절 레베카 녹스를 비롯한 다수의 아일랜드 여자 프로레슬링 선수를 양성했다. 그러다 신일본 프로레슬링 스카우터들의 눈에 띄어 2006년 NJPW 도장에 초대되어 영 라이온으로 훈련을 시작했다. 2006년 4월 엘 사무라이와의 경기에서 프린스 데빗(Prince Devitt)이라는 링네임으로 등장했고, 신일본과의 제휴 프로모션에서는 따로 이전에 크리스 벤와가 사용하던 링 네임인 페가수스 키드의 이름을 이은 페가수스 키드 2세로 데뷔해 가면 레슬러로 주니어 헤비웨이트 디비전에서 활약했다. 그리고 곧 다시 프린스 데빗으로 돌아와 수신 선더 라이거 휘하의 악역 스테이블 CTU로 활동하거나 다나카 미노루와 프린스 프린스라는 태그팀으로 두 차례 IWGP 주니어 태그팀 챔피언에 등극했다. 2009년 IWGP 주니어 태그팀 챔피언십이 TNA소속의 모터 시티 머신건즈에게 유출되자 이를 되찾아 오기 위해 타구치 류스케와의 태그팀 Apollo 55를 결성해 두차례의 도전 끝에 타이틀을 되찾아왔고 그 해 베스트 오브 더 슈퍼 주니어 Super J-Cup에서도 준우승을 차지했다. 그리고 다음 해 Best of the Super Jr 2010에서 첫 우승을 차지하고 당시 IWGP 주니어 헤비웨이트 챔피언이던 프로레슬링 NOAH 소속 마루후지 나오미치에게 승리하며 첫 IWGP 주니어 헤비웨이트 챔피언십을 획득한다. 8월에 마루후지 나오미치가 부상으로 G1 클라이맥스에 결장하게 되어 대체선수로서 주니어 체급으로 헤비급 리그전에 출장하여 A조 공동 2위까지 오른다. 이후 Apollo 55로서도 활약을 계속해 인디단체 DDT 소속의 이부시 코타 & 케니 오메가의 태그팀 골든 러버즈와 대립해 명경기를 만들었고이 시기 신일본의 주니어 태그팀 타이틀과 주니어 헤비급 타이틀을 모두 갖고 있는 선수가 되기도 했다. 364일간 방어하던 IWGP 주니어 헤비급 타이틀을 이부시 코타에게 빼앗겼고 이부시의 홈 그라운드라고 할 수 있는 DDT의 링에서 이부시에게 도전하기도 했으나 타이틀을 되찾아 오지 못했다. 그러나 이부시의 부상으로 공석이 된 주니어 타이틀을 KUSHIDA를 꺾고 되찾아 왔으며, 주니어 태그팀을 두고 록키 로메로와 데이비 리챠즈의 태그팀 No Remorse Corps와 대립했다. 2012년 1월 레슬킹덤 VI에서 태그팀 타이틀을 되찾아오며 데빗은 6차례 IWGP 주니어 태그팀 챔피언에 올랐으나 2월에 다시 No Remorse Corps에게 빼앗겼고, 이는 Apollo 55의 마지막 주니어 태그팀 타이틀이 되었다. 이후 주니어 헤비급 타이틀을 로우 키에게 빼앗겼으나 멕시코 CMLL에서 NWA World Historic Middleweight Champion을 차지해 182일간 방어하기도 했고, 2012년 11월 Power Struggle 흥행에서 로우 키에게서 다시 IWGP 주니어 헤비급 타이틀을 되찾아왔다. 레슬킹덤 7에서도 이부시 코타와 로우 키를 동시에 도전자로 맞이해 방어에 성공했고 파트너 타구치 류스케를 상대로도 방어에 성공했다. 그리고 태그 팀 경기였지만 신일본 프로레슬링을 대표하는 헤비급 선수 타나하시 히로시를 꺾는 등 승승장구했지만 이후 신일본 첫 흥행 기념일에서 이뤄진 싱글매치에서 패배하고 말았다. 신일본 데뷔 이후 줄곧 주니어 헤비급 선수로서 헤비급을 평정하겠다고 공언해오던 데빗은 이 시점을 계기로 노골적으로 심상치 않은 행보를 보이기 시작했다. 트위터를 통해 신일본의 선역, 악역 및 은퇴 선수 WWE 소속의 요시 타츠까지 광역도발을 날리거나 경기중에 반칙 공격을 날리는 등 악역 변신의 조짐을 보여주기 시작했다. 결국 Invasion Attack 2013에서 Apollo 55로서 IWGP 주니어 헤비급 태그팀 챔피언이었던 타임 스플리터즈(KUSHIDA & 알렉스 쉘리)에게 도전했지만 파트너인 타구치 류스케가 핀 폴당해 패하자 오랜 파트너였던 타구치를 공격했고 자신의 경호원으로서 청의군 출신의 배드 럭 파레를 소개하며 '천공의 귀공자' 기믹을 버리고 악역 전환한다. 그리고 그 후 외국인 선역으로 활동하던 칼 앤더슨과 타마 통가를 포섭해 외국인 악역 스테이블 불릿 클럽을 결성해 본격적으로 깽판을 치고 다니기 시작했으며 자신을 리얼 록큰롤러라 칭하며 에어 기타를 상징으로 하는 타나하시 히로시를 박살내겠다는 선언을 한다. 2013년 Best of the Super Jr.에서는 동료들의 도움을 받아 본격적인 악역의 모습을 보여주며 전승 우승 및 주니어 헤비급 챔피언으로서 우승이라는 위업을 달성했고, 그 자리에서 신일본 정규군의 레슬러들과 난투극을 벌이며 타나하시 히로시에게 도전을 선언했다. 이후 6월의 PPV 도미니언에서 타나하시 히로시를 꺾었고, IWGP 헤비급 챔피언 오카다 카즈치카에게 도전 선언을 하는 등 본격적으로 주니어 헤비급을 넘어 헤비급까지 도전하겠다는 의사를 밝혔다. 그러나 불릿 클럽의 도움을 받았음에도 IWGP 헤비웨이트 챔피언십 경기는 패했다. G1 클라이맥스 리그전에 출장하여 타나하시 히로시, 오카다 카즈치카, 마카베 토우기 등을 꺾으나 우승에는 실패했다. 9월에는 타나하시 히로시와 럼버잭 매치로 대결했으나 패배하고 말았다. 그러나 불릿 클럽은 세력을 확장하여 영 벅스 덕 갤로우즈를 영입했다. 2014년 1월 레슬킹덤 8에서 처음으로 '데몬' 바디 페인팅을 하고 등장하여 이부시 코타와 타이틀 매치를 가졌으나 패배해 1년 넘게 지켜오던 타이틀을 빼앗겼다. 이윽고 장기 부상에서 회복한 옛 파트너 타구치 류스케가 부상에서 복귀하여 데빗에게 복수 선언을 하자, 4월 Invasion Attack에서 타구치와의 싱글매치에서 패자는 단체를 떠난다는 조건으로 경기를 갖는다. 이 와중 비겁하게 시합을 끝내려는 영 벅스와 충돌을 겪으면서 1년만에 처음으로 신일본 팬들에게 환호를 받고, 최종적으로 타구치에게 패배한 뒤 화해의 악수와 함께 신일본 프로레슬링을 떠난다. 그리고 불릿 클럽의 리더 자리는 바로 그날 오카다 카즈치카를 습격하며 모습을 드러낸 AJ 스타일스에게 돌아간다. 8년 간의 신일본 커리어 동안 데빗은 IWGP 주니어 헤비웨이트 챔피언십 3회, IWGP 주니어 헤비웨이트 태그팀 챔피언십 6회, 베스트 오브 더 슈퍼 주니어 우승 2회, J SPORTS CROWN 6인 태그 토너먼트 우승 2회 등의 업적을 이루었다. 그리고 주니어 헤비급으로서 헤비급을 평정하겠다는 기상은 타카하시 히로무 등 신일본의 차세대 주니어 헤비급 선수들에게로 이어졌다.

## WWE NXT
어센션과 대립 중인 이타미 히데오를 돕기위해 등장해 링 네임을 프린스 데빗에서 켈트 신화의 요소를 적절히 차용한 핀 벨러(Finn Balor)는 이름으로 바꾸었고 히데오와 함께 어센션을 쓸어버렸다. 프린스 데빗으로 불리던 시절과 변함없는 훌륭한 경기력을 보였고, 레볼루션에서부터는 신일본 시절부터 해오던 페이스페인팅을 WWE NXT에서도 보여줘 관중들의 반응을 이끌어냈다. PPV 데뷔전에서 디 어센션을 꺾고선 2015년 NXT TAKEOVER : Rival에서 벌어진 넘버원 컨텐드 경기 결승전에서 에이드리언 네빌을 꺾고 NXT 챔피언십 매치를 가졌으나 패배했다. 테이크오버 : 언스타퍼블에서는 본래 이타미 히데오와 타일러 브리즈와의 3자간 경기였으나 경기 전 히데오의 부상으로 결국 타일러 브리즈와 1:1 경기를 가져 승리했다. 2015년 7월 4일 WWE의 일본 투어 WWE 더 비스트 인 더 이스트 2015에서 관중들의 격렬한 호응 속에 쿠 데 그라 2번으로 케빈 오웬스를 이겨 새로운 WWE NXT 챔피언이 되었다. 2015년 8월 2일 WWE NXT 라이브 이벤트에서 쿠 데 그라를 쓰려다가 천장에 머리를 박아버린 사태가 발생했으나 부상은 없었다. 2015년 9월 25일 플로리다에서 열린 WWE NXT 라이브 이벤트에서 또 천장을 뚫었다. 그리고 더스티 로즈 태그팀 클래식에 사모아 조와 출전해 우승했다. 2015년 12월 16일 런던에서 열린 NXT 테이크오버: 런던에서 잭 더 리퍼를 연상시키는 폭풍간지 등장신을 보여주며 현지 팬들에게 강한 인상을 남겼으며 명경기 끝에 악역전환한 사모아 조를 쿠 데 그라로 꺾고 NXT 타이틀을 방어했다. 2016년 2월 NXT 라이브 이벤트에서 사모아 조와의 1:1경기 도중 쿠 데 그라를 잘못 시전해 발목부상을 당하나 금방 회복해서 한달만에 복귀해 네빌과 2016년 3월 2일 WWE NXT에서 1:1경기를 가져서 쿠 데 그라스와 1916으로 승리를 거둔다. 2016년 4월 1일 댈러스에서 열린 NXT 테이크오버 : 댈러스에서 텍사스 전기톱 학살의 엔딩씬을 오마쥬한 듯한 입장씬을 선보이며 등장해 사모아 조와 WWE NXT 챔피언십 경기를 가져 조의 코키나 클러치를 빅토리 롤로 연결해 승리했다. 2016년 4월 21일 라이브 이벤트에서 사모아 조에게 NXT 타이틀을 빼앗겼다. 경기 막판 발목 부상을 당한 듯한 모습을 연출하고 심판이 두 팔로 X자 사인까지 보냈다. 하지만 퇴근길엔 발목이 멀쩡해보였고 팬들에게 다음주 월요일에 보자는 인사를 건넸다고 한다. NXT 테이크오버: 디엔드에서 WWE NXT 챔피언십 재경기를 스틸 케이지 매치로 가지나 패배했다. WWE 2016년 6월 15일 WWE NXT에서 자신의 미래에 관한 세그먼트를 하던 중에 나카무라 신스케가 등장하여 도전하자 승낙했다. 2016년 7월 13일 WWE NXT에서 총 3번의 킨샤사를 맞고 나카무라 신스케에게 패배했다. 경기 후 나카무라와의 우정을 확인하는 퍼포먼스와 함께 관중들의 'Thanks you balor' 챈트를 받았다. 결국은 그것이 마지막 WWE NXT에서 떠나게 된다.

## WWE Raw에서 등장
WWE Raw에서 링네임을 핀 벨러(Finn Balor)로 변경했으며 2016년 7월 25일 WWE Raw에서 등장을 한다. 세스 롤린스랑 WWE 썸머슬램 2016에서 대결을 하다가 초대 WWE 유니버셜 챔피언십을 얻었으나 같은날 세스 롤린스에게 어깨 부상을 당했으며 다음날 WWE 러에서 타이틀을 반납하고 2017년 4월 3일 wwe raw에서 2vs2 태그팀매치에서 끝내 복귀하게 된다. 다음날 러 에서도 진더 마할과의 대결에서 승리를거두고 그리고 2017년 4월 24일 엔조 대신 3vs3 태그팀 매치 대결로 끝내 이기고 만다. WWE 페이백 2017에서 더 미즈 미즈 TV에서 스페셜 게스트 출연을 했는데 오히려 싸우다가 슬링 블레이드를 날리고 말았고 2017년 5월 1일 WWE Raw에서는 브레이 와이어트가 끼어드는 바람에 더 미즈가 컨텐더를 얻게 되는 사건도 있었다. WWE 익스트림 룰즈 2017에서 컨텐더 참가를 했지만 끝내 실패를 거둔다. 그렇게나 뜬끔없이 볼일 없던 그가 2017년 7월 ~ 9월까지는 브레이 와이어트랑 대립 중이다. WWE 썸머슬램 2017에서는 이겼는데 2017년 8월 28일 WWE Raw에서 배틀로얄 매치에서 와이어트가 난입을 해서 끝내 탈락 당한다. WWE 노 머시 2017에서는 이겼으나... 그리고 WWE TLC 2017에서는 왜 하필 AJ 스타일스랑 대결을 하면서 끝내 이렇게 종결이 되고 만다. 이번에는 서바이버 시리즈 2017에서는 팀 Raw에서 결정했으나 탈락 당한다. 2018년 1월 1일 초순이돼서야 WWE Raw에서 이번에는 루크 갈로스, 칼 앤더슨이랑 붙어다니면서 상대 엘리아스, 커티스 액슬, 보 댈러스 3vs3 태그팀 매치에서 끝내 3분 27초만에 이겨버린다!!(칼과 루크가 선역으로 바뀌게 돼서야 완전히 예전부터 불릿 클럽이라는 스테이블을 결성해서 사이가 좋아졌다.) 로얄 럼블 2018에서는 남자 로얄 럼블 매치를 참가를 했지만 아예 실패를 하고 WWE 일리미네이션 체임버 2018에서는 일리미네이션 체임버매치를 참가를 했지만 실패를 한다. WWE 레슬매니아 34에서는 쓰리플 매치에서 타이틀 도전을 했지만 끝내 세스 롤린스가 가져갔다. WWE 그레이티스트 로열 럼블에서 페이 탈 포웨이 래더 매치중에서 타이틀쉽에서 참가를 했지만 실패를 거둔다. 2018년 5월 7일 WWE Raw에서 머니 인 더 뱅크 퀄러파잉 매치중에서 참가를 했지만 결국은 아예 참가를 하고 만다. WWE 머니 인 더 뱅크 2018에서 머니 인 더 뱅크 매치중에서 참가를 했지만 결국은 실패를 한다. 2018년 6월 ~ 8월까지는 배런 코빈이랑 대립을 하다가 그리고 종결한다. WWE 서바이버 시리즈 2018에서 팀 Raw에서 참가를 했지만 결국은 레이 미스테리오에게 당하고 만다. 2019년 1월 27일 로얄럼블에서 브록과 유니버셜 챔피언십 매치를 치뤘으나 패배를 했다. 그리고 막상에는 2019년 1월 ~ 4월까지는 바비 래쉴리랑 대립을 하다가 결국은 종결 그리고 WWE 머니 인 더 뱅크 2019에서 머니 인 더 뱅크 매치중에서 참가를 했지만 실패를 거둔다. 그리고 2019년 5월 ~ 6월까지는 안드라데랑 대립 중이다가 결국은 WWE 슈퍼 쇼 다운에서 타이틀을 방어하고 그리고 2019년 6월 ~ 7월까지 나카무라 신스케 대립하다가 WWE 익스트림 룰즈 2019에서 타이틀을 잃는다. 그리고 2019년 7월 ~ 8월까지 브레이 와이어트랑 대립을 하고 있다가 WWE 썸머슬램 2019에서 지고 결국은 끝내 휴식을 같게 된다.

## WWE NXT 악역으로 복귀
2019년 10월 2일자 WWE NXT에서 맷 리들을 상대로 WWE NXT 챔피언십에 승리한 애덤 콜 앞에 등장 자신이 NXT에 있다고 말하며 NXT로의 복귀를 선언했다. 그러나... 이후 3주 뒤인 2019년 10월 24일자 WWE NXT에서 예정대로 다시 모습을 드러내 언디스퓨티드 에라와 대치 중이던 토마소 치암파, 쟈니 가르가노와 함께 그들과 대치를 하던중... 갑작스레 가르가노를 오버헤드 킥으로 쓰러트리고 거기에 치암파 역시 정신을 팔린 탓에 언디스퓨티드 에라의 린치를 하게 된다. 결국은 처음으로 악역으로 변하게 된다!! 이후 링 밖에서 가르가노에게 런닝 프론트 드롭킥을 날려 바리케이드에 쳐박아버리고는 쓰러진 가르가노를 잡아 엔트런스 통로에 블러디 선데이를 작렬 시켰다!! 이후 쓰러진 가르가노에게 쌍권총 사인과 함께 언디스퓨티드 에라와 가르가노를 노려보며 퇴장했다. 일주일 후 2019년 10월 31일 WWE NXT를 통해 가르가노가 이 브랜드의 심장이며 그를 일주일 전처럼 또 다시 쓰러트려 주겠다고 조롱을 이어간다.

## Professional wrestling highlights
- Finishing moves
  - Finn Balor
    - 1916 (Lifting single underhook DDT)
    - Coup de Grâce (Diving double foot stomp)
    - Double underhook crossface
    - Reverse 1916 (Lifting inverted DDT)

  - Prince Devitt
    - Bloody Sunday (Lifting single underhook DDT, occasionally from the third string)
    - Brainbuster
    - Devitt's End (High-angle fujiwara armbar)
    - Prince's Throne (Fireman's carry double knee gutbuster)
    - Reverse Bloody Sunday (Lifting inverted DDT)
    - Shingata Prince's Throne (Overhead gutwrench backbreaker rack dropped into a double knee gutbuster)
- Signature moves
  - Finn Balor
    - Multiple kick variations
      - Enzuigiri
      - Pele Kick (Overhead)
      - Running front drop
      - Spinning back

    - Over the top rope somersault plancha
    - Sling blade
    - Professional wrestling throws#Spinning headlock elbow drop

  - Prince Devitt
    - Airplane spin
    - Multiple kick variations
      - Enzuigiri
      - Overhead
      - Running front drop
      - Spinning back

    - Over the top rope somersault plancha
    - Sitout jawbreaker
- Nicknames
  - "The Extraordinary Man Who Can Do Extraordinary Things"
  - "The Demon"
  - "The Demon King"
  - "Irish Captor"
  - "Irish Young Gun"
  - "Real Rock 'n' Rolla"
  - "Real Shooter"
- Wrestlers trained
  - Becky Lynch
  - Joe Coffey
  - Jordan Devlin
- Entrance themes
  - You're the Best by Joe Esposito
  - Real Rock n Rolla by Yonosuke Kitamura
  - Last Chance Saloon by Deviant and Naive Ted (used as a member of Bullet Club)
  - Catch Your Breath by CFO$ (November 6, 2014-present; used with the demon's gimmick)
  - Catch Your Breath (Remix) by CFO$ (16 December 2015-present)

## 수상
- 레슬링.Ie 챔피언 1회
- NWA 월드 히스토릭 미들웨이트 챔피언 1회
- ICW 제로-지 챔피언 1회
- 베스트 태그팀 매치 (2010) - 타구치 류스케 vs 오이시 마코토 앤 아사이 시오리 온 4월 17일
- IWGP 주니어 헤비웨이트 챔피언 3회
- IWGP 주니어 헤비웨이트 태그팀 챔피언 6회 - 미오루 (2회), 타구치 류스케 (4회)
- 베스트 오브 더 슈퍼 주니어즈 (2010, 2013)
- 제이 스포츠 크라운 오픈웨이트 식스 맨 태그 토너먼트 (2010, 2011) - 타구치 류스케 앤 고토 히로오키
- 랭크드 넘버 3 오브 더 탑 500 싱글즈 레슬러 인 더 PWI 500 인 2016
- NWA 브리티쉬 코먼웰스 헤비웨이트 챔피언 2회
- 브리티쉬 월드 크루저웨이트 챔피언 1회
- NXT 스타 오브 더 이열 (2015)
- 베스트 바우트 어워드 (2010) - 타구치 류스케 케니 오메가 온 10월 11일
- 모스트 언더레이티드 (2018)
- NXT 챔피언 2회
- 더스티 로즈 태그팀 클래식 (2015) - 사모아 조
- NXT 챔피언 넘버원 컨텐더 토너먼트 (2015)
- NXT 이열 엔 어워즈 2회
  - 멜 컴페리럴 오브 더 이열 (2015)
  - 오버올 컴페리럴 오브 더 이열 (2015)
- WWE 유니버설 챔피언 1회 (초대 챔피언)
- WWE 인터콘티넨털 챔피언 2회
- WWE 유나이티드 스테이츠 챔피언 1회
- WWE 월드 태그팀 챔피언 (신 버전) 4회 - 데미안 프리스트 (2회), JD 맥도나 (2회)
- WWE 스맥다운 태그팀 챔피언 2회 - 데미안 프리스트
- 24대 WWE 그랜드 슬램